# Нина Мерцедес
Нина Мерцедес (на английски: Nina Mercedez) е артистичен псевдоним на американската порнографска актриса, режисьор и продуцент на порнографски филми и бизнесдама Марсия Виляреал (Marcia Villareal), родена на 10 ноември 1977 г. в Корпъс Кристи, щата Тексас, САЩ.
Притежава компанията за бански костюми La Scorpia Swimwear.

## Награди и номинации
Номинации за индивидуални награди
- 2004: Номинация за AVN награда за най-добра нова звезда.[4]
- 2007: Номинация за AVN награда за най-добра актриса (видео).[5]
- 2007: Финалистка за F.A.M.E. награда за най-горещо тяло.[6]
- 2007: Номинация за NightMoves награда за най-добра екзотична танцьорка.[7]

Номинации за награди за изпълнение на сцени
- 2009: Номинация за AVN награда за най-добра соло секс сцена – за изпълнение на сцена във филма „Отивам да чукам себе си 5“.[8]

Други признания и отличия
- 2010: осмо място в конкурса Мис FreeOnes.[9]
- 2011: 5-о място в класацията на списание „Комплекс“ – „15-те най-горещи порнозвезди над 30“, публикувана през месец март 2011 г.[10]